# 第一文法論文
『第一文法論文』は（アイスランド語: Fyrsta Málfræðiritgerðin、英語: First Grammatical Treatise）とは、古ノルド語や古アイスランド語の音韻論について書かれた12世紀の文献である。『第一文法論』『第一文法書』とも。
この名称は、この文献がアイスランドの写本ヴォルム写本に収録されていた4つの文法に関する文献のうち、最初のものであったことに由来する。
著者の名前は明らかにされておらず、今日では多くの場合「第一文法論者」（アイスランド語: fyrsti málfræðingurinn、英語: First Grammarian、「第一文法家」とも）と呼び慣わされている。
『第一文法論文』については、20世紀中盤に言語学者のうち多大な関心を寄せたものもいる。なぜならば、『第一文法論文』はミニマル・ペアの手法を体系的に用いており、アイスランド語におけるそれぞれの音声や音素の一覧表を作り上げるという、構造言語学の方法を思い起こさせるようなやり方をとっていたからだ。また、鼻母音の音素が数多く存在することを明らかにしたことも注目に値する。もしこの『第一文法論文』が無ければ、当時のアイスランド語に鼻母音が存在していたことが、現在では判らなくなっていたであろう。

## 意義
この著作は、アイスランド語で書かれた（そして北欧諸語で書かれた全ての著作の中で）最古の作品の一つである。これは、ラテン語やギリシア語の文法論文の伝統に基づいて、古ノルド語を取り扱った言語学的論考であり、一般に12世紀中頃のものとされている。Hreinn Benediktsson は、成立年代は1125年から1175年の間であろうが、これ以上絞り込むことは困難であるとしている。
『第一文法論文』は、北欧のサガが書き始められる直前の時期の言語を示している主要な文章として、古ノルド語の研究にとって重要な存在である。さらに、木や石に短い文章を刻みつけるのに適した、古い、碑文用のルーン文字よりも、紙や皮革紙に書写するのに適しているラテン文字から、アイスランド語のアルファベットを作成するために、アイスランド語の発音に関する包括的な調査を実施している（おそらくそれ以前にも、ラテン文字で書かれた文書は、法律書やキリスト教宣教師の文書という形で存在はしていたが。当時、キリスト教圏の教育を受けた聖職者がルーン文字を使おうとはしなかったであろう）。ここで提案されたアルファベットには、þ（ルーン文字に直接由来する）や ð が含まれていた。また母音の長さ（長母音）を表示するダイアクリティカルマークや、オゴネク付きo (ǫ) も含まれていた。このオゴネク付きoで表されていた音は、当時は独立した音素として存在していたが、現在ではoウムラウト (ö) に一本化されている。第一文法論者が提案したシステム全体は、それ以降の写本を見るところ、採用されなかったようだ。ただし、そのうちのいくつかの要素は、さらに時代を下ってから、以降のアイスランド語の書記方法に影響を与えている。アイスランド語のアルファベットも参照のこと。

## アルファベット
長母音はアキュート・アクセントで表された（例：á）。鼻母音の場合は、ドットに置き換えられた。スモールキャピタルは長子音を表していた。ストローク付きG (Ǥ) は eng の省略表記で、/ŋg/ の音を表していた。
Raddarstafir（母音）: a, ȧ, ǫ, ǫ̇, e, ė, ę, ę̇, ı, i, o, ȯ, ø, ø̇, u, u̇, y, ẏ
Samhljóðendr（子音）: b, ʙ, c, ᴋ, d, ᴅ, f, ꜰ, g, ɢ, ǥ, h, l, ʟ, m, ᴍ, n, ɴ, p, ᴘ, r, ʀ, s, ꜱ, t, ᴛ, þ
Samsettar（複合音のための文字）: x, z
その他: ⁊, ˜

## 著者
著者は不明で、一般に「第一文法論者」（第一文法家）と呼び慣わされている。その正体については様々な仮説がある。有力な候補の一人として、Hallr Teitsson（1085年頃 - 1130年）が挙げられている。他の候補としては Þóroddr Gamlason が挙げられている。

## 刊本
- First Grammatical Treatise: The Earliest Germanic Phonology. An Edition, Translation, and Commentary by Einar Haugen (1st. edition 1950, 2nd. edition 1972).
- The First Grammatical Treatise: Introduction, Text, Notes, Translation, Vocabulary, Facsimiles, ed. by Hreinn Benediktsson, University of Iceland Publications in Linguistics Vol. 1, 1972.